# Wiktorija Komowa
Wiktorija Aleksandrowna Komowa, ros. Виктория Александровна Комова (ur. 30 stycznia 1995 w Woroneżu) – rosyjska gimnastyczka, 2-krotna srebrna medalistka olimpijska, 2-krotna mistrzyni świata, mistrzyni Europy, 3-krotna mistrzyni olimpijska młodzieży.

## Ordery i odznaczenia
- Medal «Za zasługi dla Ojczyzny» I stopnia (13 sierpnia 2012 roku) - za wielki wkład w rozwój kultury fizycznej i sportu, wysokie osiągnięcia na XXX Letnich Igrzyskach Olimpijskich w Londynie (Wielka Brytania)[2]
- Zasłużony Mistrz Sportu (1 listopada 2010 roku)